# فيديريكو دي بني
فيديريكو دي بني (بالإنجليزية: Federico de Beni)‏ ولد بتاريخ 23 يناير 1973 في فيرونا، هو دراج إيطالي سابق.

## روابط خارجية
- فيديريكو دي بني على موقع أرشيف الدراجات (الإنجليزية)
- فيديريكو دي بني على موقع إحصائيات الدراجات الإحترافية (الإنجليزية)